# Renaud Ier de Carteret
Renaud Ier de Carteret, (Réginald de Carteraye), né en 1055 à Carteret et mort en 1106 à Saint-Ouen dans l'île de Jersey, est un chevalier, membre de la noblesse normande, seigneur de Carteret et de Saint-Ouen. Il fut un des seigneurs de la puissante famille Carteret de Normandie.

## Biographie
Renaud Ier de Carteret était le fils d'Onfroy, un des trois petits-fils de Guy de Carteret (vers 960–1004), qui participa, avec ses deux autres frères, à la bataille de Hastings. Renaud Ier était seigneur de Carteret et premier seigneur de Saint-Ouen qu'il conquiert à l'épée avant d'y établir sa châtellenie et son fief dans le manoir de Saint-Ouen.
Renaud Ier de Carteret participa à la première croisade (1096-1105) aux côtés de Robert II de Normandie dit Robert Courteheuse qu'il accompagna jusqu'à Jérusalem. De retour de Palestine, il donna à l'abbaye du Mont-Saint-Michel le patronage de la paroisse de Carteret ainsi que celui de la chapelle Saint-Ouen de Jersey.
Les archives de la ville de Saint-Lô gardent une charte, datant de la première croisade, sur laquelle se trouve le sceau de Renaud Ier de Carteret.
Renaud Ier de Carteret est connu pour avoir fait des dons à l'abbaye de Saint-Sauveur et à l'abbaye du Mont-Saint-Michel.